# Emanuele Onesti
Pour les articles homonymes, voir Onesti.
Emanuele Onesti, né le 21 juin 1995 à Montesilvano, est un coureur cycliste italien.

## Biographie
Emanuele Onesti commence le cyclisme à l'âge de six ans. Il joue également au basket-ball jusqu'à ses douze ans, avant de se consacrer uniquement au vélo. En marge de sa carrière, il a mené des études à la faculté des sciences du sport de l'université de Chieti.
Bon sprinteur, il remporte de nombreuses courses dans les catégories de jeunes. Il intègre ensuite l'équipe espoirs de Vini Fantini Nippo en 2014. Lors de l'année 2015, il termine notamment quatrième du Gran Premio della Liberazione chez les espoirs. Il effectue également un stage dans l'équipe professionnelle Nippo-Vini Fantini, sans toutefois obtenir de contrat professionnel. Les deux saisons suivantes, il se cantonne principalement au calendrier amateur italien, où il obtient trois victoires et diverses places d'honneur
En 2018, il décide de rejoindre l'équipe continentale italienne D'Amico-Utensilnord. Il se distingue au mois de juin en terminant troisième d'une étape du Tour de Haute-Autriche. Il est ensuite recruté par la formation Giotti Victoria-Palomar en 2019. Sous ses nouvelles couleurs, il réalise plusieurs tops dix sur des étapes du Tour de Sicile, du Tour de Kumano et de la Ronde de l'Oise. 

## Palmarès et résultats

### Palmarès par année
- 2016
  - Trofeo Menci Spa
  - 3e du Grand Prix de la ville de Pontedera
  - 3e de la Coppa San Sabino
  - 3e du Circuito delle Stelle
- 2017
  - Gran Premio Sportivi Poggio alla Cavalla
  - Coppa Martiri Lunatesi
  - 3e de Florence-Empoli
  - 3e du Gran Premio Comune di Cerreto Guidi

### Classements mondiaux
| Année                                 | 2015 | 2016 | 2017 | 2018  | 2019 | 2020 | 2021  |
| ------------------------------------- | ---- | ---- | ---- | ----- | ---- | ---- | ----- |
| Classement mondial                    |      | nc   | nc   | 3206e | nc   | nc   | 2123e |
| UCI Europe Tour                       | 739e | nc   | nc   | 2120e | nc   | nc   | 1441e |
|                                       |      |      |      |       |      |      |       |
| Légende : nc = non classéSource : UCI |      |      |      |       |      |      |       |